# Coupe d'Irlande du Nord féminine de football 2019
Navigation
Édition précédente Édition suivante
La 15e Coupe d'Irlande du Nord féminine de football, en anglais IFA Womens Challenge Cup et pour des raisons de naming publicitaire Electric Ireland Women's Challenge Cup, se dispute entre le 13 mai 2019 et le 21 septembre 2019 date de la finale. Le Glentoran Belfast United remet en jeu son titre obtenu en 2018. 

## Premier tour[1]
Le premier tour se déroule le 13 mai 2019.
| Club recevant     | Score | Club visiteur         |
| ----------------- | ----- | --------------------- |
| PSNI Ladies       | 2-1   | Chimney Corner Ladies |
| Mid Ulster Ladies | 0-3   | Ballymena Allstars    |
| Bangor Ladies     | 0-7   | Carnmoney Ladies      |

## Deuxième tour
Le premier tour a lieu le 3 juin 2019. Ce tour voit l'entrée en lice des clubs de première division.
| Club recevant       | Score        | Club visiteur            |
| ------------------- | ------------ | ------------------------ |
| Ballymena Allstars  | 7-0          | Ballymacash Young Ladies |
| Cliftonville Ladies | 4-3          | Carnmoney Ladies         |
| Comber Rec.         | 1-1 t. a. b. | Derry City Ladies        |
| Downpatrick Ladies  | 13-0         | Linfield Ladies          |
| Lisburn Ladies      | par forfait  | Portadown Ladies         |
| Lurgan Town Ladies  | 1-6          | Sion Swifts Ladies       |
| St. James' Swifts   | par forfait  | Crusaders Strikers       |

## Quarts de finale
Les quarts de finale se déroulent le dimanche 1er juillet 2019
| Club recevant       | Score | Club visiteur      |
| ------------------- | ----- | ------------------ |
| Lisburn Ladies      | 1-4   | Crusaders Strikers |
| Ballymena Allstars  | 0-3   | Comber Rec.        |
| Cliftonville Ladies | 0-3   | Glentoran Women    |
| Linfield Ladies     | 3-1   | Sion Swifts Ladies |

## Demi-finales
Les demi-finales se déroulent le 17 août 2019.
| Demi finale 1      | Linfield Ladies | 3-0 | Crusaders Strikers | Clandeboye Park, Bangor |
| 17 août 2019 19:30 |                 |     |                    |                         |

| Demi finale 2      | Comber Rec. | 0-4 | Glentoran Women | Seaview, Belfast |
| 17 août 2019 19:30 |             |     |                 |                  |

## Finale
La finale se déroule le 21 septembre 2019 au Stade National de Football Windsor Park. Elle oppose les mêmes équipes que l'édition 2018 et prend donc des airs de revanche.
| Finale                  | Glentoran Women | 1-0 | Linfield Ladies | Windsor Park |
| 21 septembre 2019 19:30 |                 |     |                 |              |